# Johanna Mestorf

Johanna Mestorf mit einer kaiserzeitlichen Fibel als Kragenverschluss

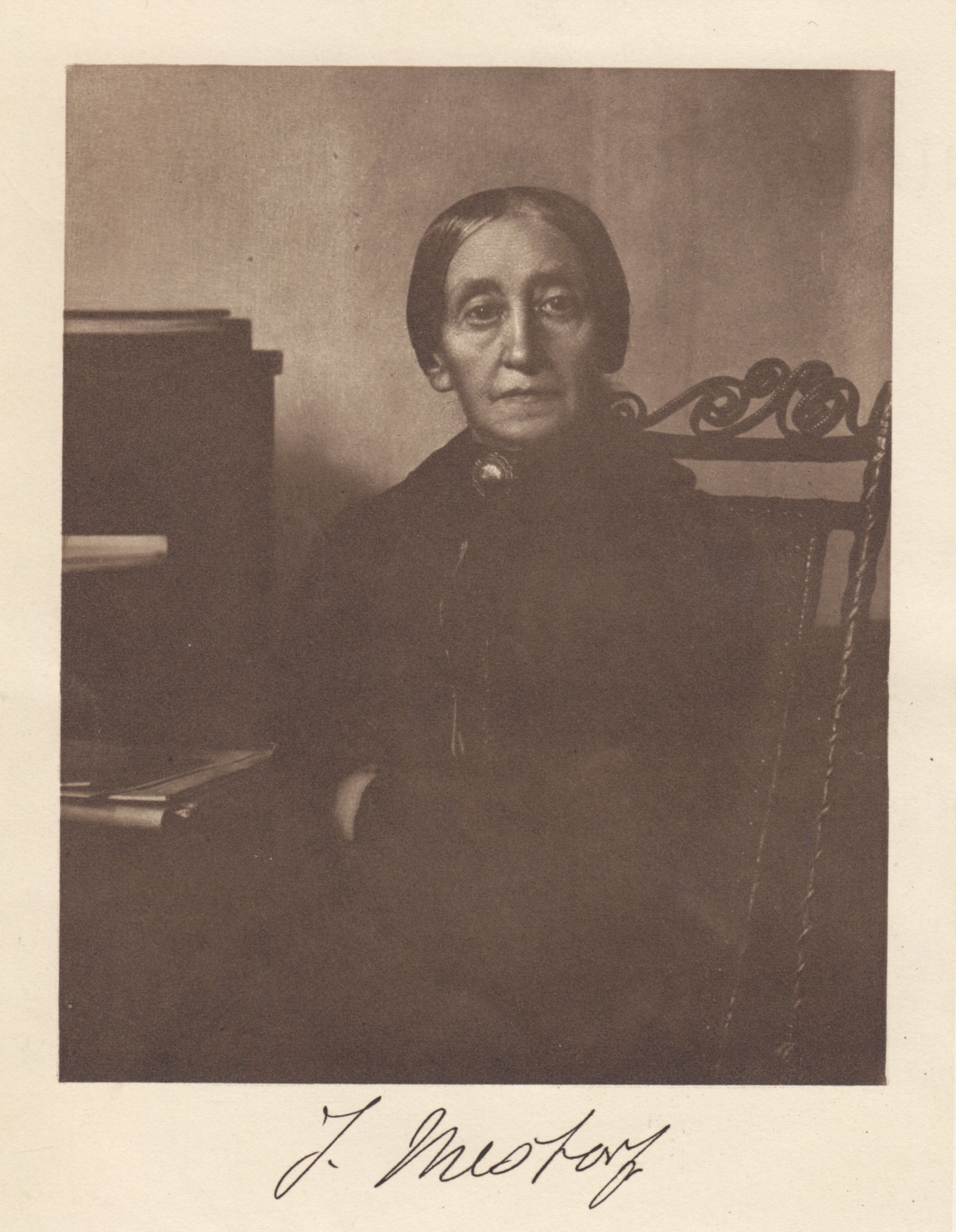
Johanna Mestorf

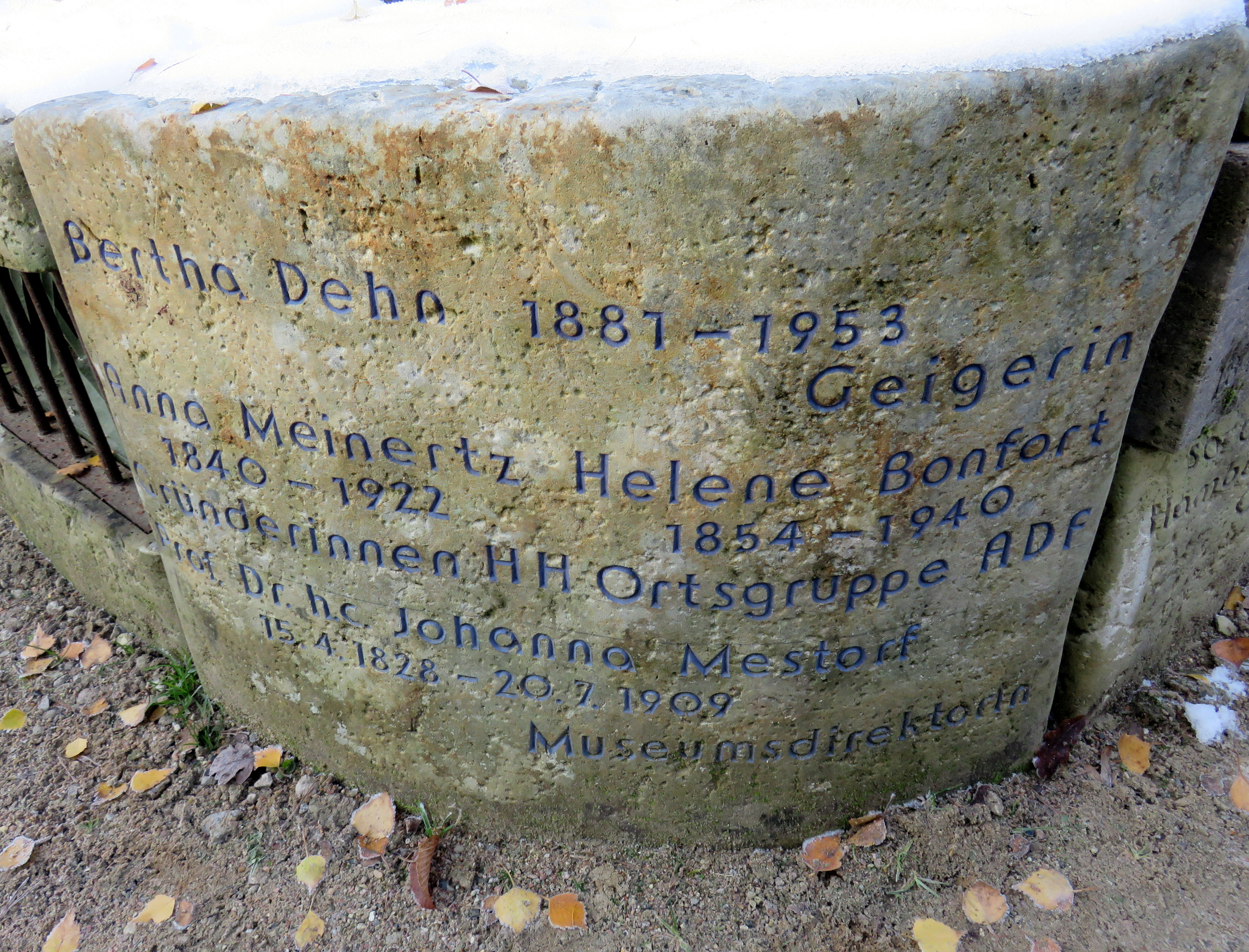
Erinnerungsstein im Garten der Frauen

Johanna Mestorf (* 15. April 1828 in Bramstedt/Holstein; † 20. Juli 1909 in Kiel) war eine deutsche Prähistorische Archäologin, Übersetzerin, Museumsdirektorin und führte als erste Frau im Königreich Preußen den Titel Professor.

## Leben und Karriere
Johanna war das vierte von neun Kindern des Arztes Jacob Heinrich Mestorf, der sich neben seiner medizinischen Tätigkeit auch der Altertumsforschung widmete. Als er 1837 starb, zog Mestorf mit ihrer Mutter Sophia Katharina Georgine, geborene Körner, nach Itzehoe, wo sie die höhere Töchterschule Blöckersches Institut besuchte. 1849 zog sie als Erzieherin nach Schweden, wo sie auch nordische Sprachen erlernte. 1853 kehrte sie nach Deutschland zurück und reiste in den folgenden Jahren mehrfach als Begleiterin einer italienischen Gräfin nach Frankreich und Italien. Ab 1859 lebte sie in Hamburg bei ihrer Familie und nahm dort 1867 eine Stelle als Sekretärin für ausländische Korrespondenz an. Es gelang ihr neben ihrer Berufstätigkeit, sich autodidaktisch umfangreiche archäologische Kenntnisse anzueignen.
Ab 1863 übersetzte Johanna Mestorf wichtige Werke der skandinavischen Archäologie ins Deutsche. Daneben verfasste sie ab den 1860er Jahren Belletristik sowie archäologische und volkskundliche Artikel und Aufsätze. Im Jahr 1868 begann ihre ehrenamtliche Mitarbeit am Museum vaterländischer Alterthümer in Kiel. Am 5. November 1873 wurde sie zur Kustodin und 1891 zu dessen Direktorin berufen. Damit war sie nach Amalie Buchheim in Schwerin die zweite Frau in bezahlter Stellung an einem Museum und eine der ersten Museumsdirektorinnen in Deutschland. 1899, zu ihrem 71. Geburtstag, wurde ihr, als erster Frau in Preußen, der Titel einer Honorarprofessorin an der Universität Kiel verliehen. Zehn Jahre später erhielt sie die Ehrendoktorwürde der medizinischen Fakultät der Universität für ihre Moorleichen-Forschung. Bereits 1891 wurde sie Ehrenmitglied der Berliner Gesellschaft für Anthropologie, Ethnologie und Urgeschichte und wurde zum korrespondierenden Mitglied in neunzehn internationalen wissenschaftlichen Gesellschaften berufen. Sie war eine wichtige Mittlerin zwischen den skandinavischen und deutschen Archäologien ihrer Zeit.
Schwerpunkt ihrer eigenen Forschung war die Vorgeschichte Schleswig-Holsteins, so prägte sie die Begriffe der Einzelgrabkultur für den norddeutschen/südskandinavischen Bereich der schnurkeramischen Kulturen, das Forschungsmaterial hatte sie hierzu von dem Freizeitarchäologen Heinrich Holm und Lehrer Schlüter erhalten.  Außerdem führte sie die Begriffe Prachtmantel für besonders repräsentative Rechteckmäntel und Moorleiche für die Funde menschlicher Leichen und Leichenteile aus Mooren ein. Johanna Mestorf war maßgeblich daran beteiligt, dass das Danewerk und viele weitere Fundplätze frühzeitig untersucht und dauerhaft erhalten werden konnten.
Johanna Mestorf war einst auf dem Ohlsdorfer Friedhof in Hamburg bestattet. Für sie steht im Garten der Frauen auf dem Ohlsdorfer Friedhof ein Erinnerungsstein.

## Ehrungen
- Ehrenmitglied zahlreicher Anthropologischer Gesellschaften
- Goldene Medaille der Königlich Patriotischen Gesellschaft in Schweden
- Silbernes Frauenverdienstkreuz
- 1909: Ehrendoktorwürde der Universität Kiel[3]
- in Kiel sind eine Straße im Stadtteil Ravensberg[4] und eine Grundschule[5] nach Mestorf benannt
- Im Dezember 2011 wurde die Johanna-Mestorf-Akademie (JMA) als zentrale Einrichtung der Universität Kiel gegründet.[6]

## Johanna-Mestorf-Preis
Seit 2013 vergeben die Johanna-Mestorf-Akademie und der Exzellenzcluster ROOTS, beide an der Christian-Albrechts-Universität zu Kiel, alle zwei Jahre den mit 3.000 Euro dotierten Johanna-Mestorf-Preis.

## Schriften (Auswahl)
- Wiebeke Kruse, eine holsteinische Bauerntochter. Ein Blatt aus der Zeit Christians IV. Meissner, Hamburg 1866.
- Der archäologische Congress in Bologna. Aufzeichnungen. Meissner, Hamburg 1871.
- Der internationale archäologische und anthropologische Congress in Stockholm am 7. bis 16. August 1874 – siebente Versammlung. Meissner, Hamburg 1874
- Der internationale Anthropologen- und Archäologen-Congress in Budapest vom 4. bis 11. September 1876 – achte Versammlung. Meissner, Hamburg 1876.
- Die vaterländischen Alterthümer Schleswig-Holsteins. Ansprache an unsere Landsleute. Meißner, Hamburg 1877.
- Vorgeschichtliche Alterthümer aus Schleswig-Holstein. Zum Gedächtnis des fünfzigjährigen Bestehens des Museums vaterländischer Alterthümer in Kiel. Meissner, Hamburg 1885.
- Katalog der im germanischen Museum befindlichen vorgeschichtlichen Denkmäler. Rosenberg'sche Sammlung. Germanisches Museum, Nürnberg 1886.
- Urnenfriedhöfe in Schleswig-Holstein. Meissner, Hamburg 1886.
- Aus dem Steinalter. Gräber ohne Steinkammer unter Bodenniveau. In: Mitteilungen des Anthropol. Vereins in Schleswig-Holstein. Lipsius & Tischer, Kiel 1892, S. 9–24, ISSN 0179-9703.
- Das landesübliche Backwerk in Schleswig-Holstein. In: Die Heimat. Monatsschrift des Vereins zur Pflege der Natur- und Landeskunde in Schleswig-Holstein, Hamburg und Lübeck. Bd. 2 (1892), Heft 5–6, Mai–Juni 1892, S. 97–108 (Digitalisat).
- Die Runenschrift. In: Die Heimat. Monatsschrift des Vereins zur Pflege der Natur- und Landeskunde in Schleswig-Holstein, Hamburg und Lübeck. Bd. 4 (1894), Heft 1, Januar 1894, S. 15–18 (Digitalisat).
- Aus alten und ältesten Zeiten. In: Die Heimat. Monatsschrift des Vereins zur Pflege der Natur- und Landeskunde in Schleswig-Holstein, Hamburg und Lübeck. Bd. 7 (1897), Heft 1, Januar 1897, S. 1f. (Digitalisat) und Heft 4, April 1897, S. 69–73 (Digitalisat) und Heft 6, Juni 1897, S. 109–115 (Digitalisat), Bd. 8 (1898), Heft 1, Januar 1898, S. 1–8 (Digitalisat), Heft 8, August 1898, S. 157–163 (Digitalisat), Heft 9, September 1898, S. 177–180 (Digitalisat).
- Moorleichen. In: 42. Bericht des Museums Vaterländischer Alterthümer bei der Universität Kiel. Kiel 1900.
- zusammen mit Karl Albert Weber (Hrsg.): Wohnstätten der älteren neolithischen Periode in der Kieler Föhrde. Lipsius & Tischer, Kiel 1904.
- Einstmalige Wohnstätten in der Kieler Förde. In: Die Heimat. Monatsschrift des Vereins zur Pflege der Natur- und Landeskunde in Schleswig-Holstein, Hamburg und Lübeck. Bd. 15 (1905), Heft 4, April 1905, S. 77–82 (Digitalisat).
- Führer durch das Schleswig-Holsteinische Museum Vaterländischer Altertümer in Kiel. Schmidt & Klaunig, Kiel 1909.